# Joan Vives i Sanfeliu
Joan Vives i Sanfeliu (Barcelona, 18 de desembre de 1953) és un compositor català. Va iniciar la carrera musical com a cantautor a Barcelona, on va estudiar piano, harmonia, contrapunt, composició i direcció d'orquestra. Ben aviat va passar a dedicar-se íntegrament a la composició.
Ha fet la música d'espectacles teatrals per a Dagoll Dagom (Glups!, El Mikado, T'odio amor meu, Els Pirates) i La Cubana, entre d'altres. El 1976 va estrenar La Granja Animal, òpera rock basada en l'obra de George Orwell,. Va compondre la Cantània 2011-12 "50 milions de segons". En el camp del cinema ha escrit la música d'una dotzena de pel·lícules, la majoria comèdies de directors catalans. La seva principal activitat és la composició per a publicitat, des del seu propi estudi: Classic & New, a Barcelona.

## Filmografia
- 1980: La canya (dirigida per Ignasi P. Ferré)
- 1984: Un parell d'ous (dirigida per Francesc Bellmunt)
- 1986: La ràdio folla (dirigida per Francesc Bellmunt)
- 1987: Qui t'estima, Babel? (dirigida per Ignasi P. Ferré)
- 1987: Barcelona Connection (dirigida per Miquel Iglesias)
- 1987: Material Urbà (dirigida per Jordi Bayona)
- 1988: El complot dels anells (amb Manel Camp) (dirigida per Francesc Bellmunt)
- 1990: Lucrecia (dirigida per Bosco Aroschi)
- 1990: Un submarí a les estovalles (dirigida per Ignasi P. Ferré)
- 1991: Ho sap el ministre? (dirigida per Josep M. Forn)
- 1992: Un plaer indescriptible (dirigida per Ignasi P. Ferré)
- 1997: ¿De qué se ríen las mujeres? (dirigida per Joaquim Oristrell)